# Future funk
Future funk, as vezes chamado de (Vaporboogie) é um subgênero musical originário do Vaporwave e da House music que se consolidou a partir do verão de 2012. O gênero nasceu na Internet na década de 2010. O Future Funk tem uma mixagem mais agitada (Inspirada no Synthwave) e usa muitos samples de músicas da era Disco e New Wave americana. Este movimento artístico é principalmente caracterizado, na parte visual, por uma apropriação de elementos da cultura pop, maioritariamente de imagens anime, cyberpunk, arte 3D dos anos 90, ou até o design das páginas web da mesma década.